# Оскар Данон
Оскар Данон (серб. Оскар Данон, хорв. Oskar Danon; нар. 7 лютого 1913, Сараєво, Австро-Угорщина, нині Боснія і Герцеговина — пом. 18 грудня 2009, Белград, Сербія) — сербський, боснійський і югославський диригент, композитор і педагог. Академік Академії наук і мистецтв Боснії і Герцеговини.

## Життєпис
Закінчив Празьку консерваторію, де навчався у Ярослава Кржички (композиція) і Павела Дедечека (диригування). 
У 1938 році захистив докторську дисертацію з музикознавства в Карловому університеті. Повертається на батьківщину і до 1941 року працює диригентом співочого товариства, оперного театру і філармонії в Сараєво. 
У роки Другої світової війни був активним учасником югославського партизанського руху. 
У 1944—1951 роках очолював Симфонічний оркестр Белградській філармонії, одночасно в 1945—1963 роках — головний диригент і директор оперного театру в Белграді. 
З 1970 року — головний диригент Словенської філармонії в Любляні. Багато гастролював. 
У 1963—1970 роках — професор оперного класу в Музичній академії в Белграді. Виступав як оперний режисер. Писав музику для театру. Данон також був членом і президентом Асоціації музичних артистів Сербії.
Помер в Белграді 18 грудня 2009 року в 96-річному віці. Похований на Алеї почесних громадян на Белградському Новому цвинтарі.

## Твори
- дитячий балет «Чому плаче маленька Емма»
- симфонічне скерцо
- партизанська пісня «Уз маршала Тіта », де-факто гімн НОАЮ